# Gooderham Building
The Gooderham Building (укр. будівля Гудерхем), також відома як праскоподібна будівля, — історична офісна будівля та один із найвидатніших пам'яток за адресою 49 Веллінгтон-стріт-Іст, Торонто, Онтаріо, Канада. Розташована на схід від вулиці Йонг у Фінансовому районі, нейгборхуд Сент-Лоуренс, між вулицями Фронт-стріт та Веллінгтон-стріт у центрі Торонто, де вони з'єднуються, утворюючи трикутне перехрестя. Будівля була побудована у 1892 році з червоної цегли та є одним із найвидатніших праскоподібних будівель .

## Історія

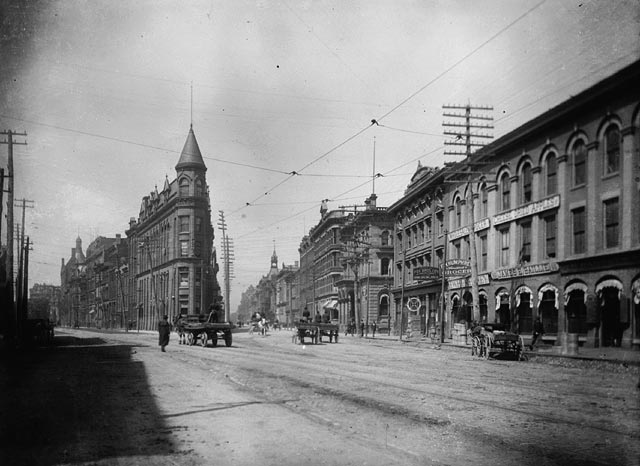
будівля Гудерхем, 1895 рік.

Історія будівлі Гудерхема починається з відомої родини Гудерхемів — нащадків вікінгів, які, за переказами, панували в цих регіонах ще задовго до відкриття Америки Христофором Колумбом. Як і їхні предки, вони займалися сільським господарством, а у 1837 році голова родини — Вільям Гудерхем — разом зі своїм зятем Джеймсом Вортсом заснував винокурню Gooderham and Worts.
Наприкінці XIX століття родина Гудерхемів володіла не лише винокурнями, а й банками, верфями, залізницями та вовняними фермами. Після пожежі 1869 року Вільям Гудерхем відновив свою компанію буквально з попелу. Попри катастрофу, підприємство стало ще потужнішим, збільшивши виробництво в кілька разів. Яскравим свідченням цього є той факт, що протягом 1874–1875 років компанія Gooderham & Worts виробила понад 2 мільйони галонів міцного алкоголю — третину всього обсягу, виробленого в Канаді на той час.
Задля ефективнішого управління фінансовою імперією, Джордж Гудерхем — старший син Вільяма — вирішив перенести штаб-квартиру Gooderham & Worts Limited зі старої сімейної винокурні до фінансового центру Торонто, в район Сент-Лоуренс. Він прагнув, аби нова будівля стала не просто офісом, а символом могутності та досягнень його роду. У 1891 році він доручив архітектору Девіду Робертсу-молодшому, який вже працював над кількома сімейними проектами, спроектувати нову штаб-квартиру — споруду, що згодом стане однією з найвідоміших у місті.
Для будівництва обрали трикутну ділянку землі на перетині вулиць Веллінгтон-стріт та Фронт-стріт, у жвавому ринковому районі Святого Лаврентія. Раніше на цій ділянці стояла будівля, зведена на початку XIX століття, відома під назвою Труноподібний будинок — так її назвали через характерну форму, що нагадувала труну. На момент проектування нової споруди будівля вже застаріла, і її знесли, щоб звільнити місце для майбутнього архітектурного символу родини Гудерхемів.
Форма нової будівлі визначалася конфігурацією вулиць, які утворювали діагональний перетин. Робертс-молодший вважав, що будь-яка споруда, яка має органічно вписатися в такий простір, вимагає нестандартного, інноваційного архітектурного рішення. Після недовгих роздумів було обрано праскоподібну форму. Цікаво, що ця споруда стала однією з перших у світі в такому стилі, випередивши знамениту Flatiron Building у Нью-Йорку майже на десятиліття.
Загальна вартість будівництва склала 60 000 доларів США — значна сума на той час, що підкреслювала фінансову спроможність і вплив родини. На той момент будівля була найдорожчим офісом у Торонто та швидко набула статусу однієї з найпрестижніших споруд міста.
У будівлі до 1952 року розміщувалися офіси компанії Gooderham and Worts. Однак із розвитком підприємства потреба в цьому приміщенні зменшилася, і в 1957 році родина продала будівлю. Незважаючи на зміну власника, архітектурне й історичне значення споруди залишалося важливим для міста.
У 1975 році міська влада Торонто офіційно визнала будівлю Gooderham Building історичною пам’яткою відповідно до Закону про спадщину Онтаріо. Через два роки Фонд спадщини Онтаріо отримав сервітут на збереження цієї нерухомості, що забезпечило її подальший захист та збереження для майбутніх поколінь. 12 жовтня 2011 року корпорація Woodcliffe оголосила про продаж будівлі. Раніше будівлю було продано за 10,1 мільйона доларів у 2005 році та за 2,2 мільйона доларів у 1999 році.  Наразі будівля належить та управляється Lee Chow Group.

## Стиль та архітектура будівлі
Девід Робертс-молодший спроектував будівлю в стилі, що поєднує елементи романської та неоготичної архітектури. Її зовнішній вигляд вирізняється використанням червоної цегли, арочних вікон, виразних карнизів і фризів, а також масивного фундаменту з огайського пісковика.
Однією з найвідоміших рис будівлі є фреска на її західній стіні. Створена у 1980 році канадським художником Дереком Безантом, вона використовує ефект обману зору (тромпле́й) для створення ілюзії, ніби край будівлі розгортається, відкриваючи фасад сусідньої будівлі Перкінса через дорогу. Це художнє доповнення саме по собі стало туристичною атракцією — багато відвідувачів приходять, щоб побачити цю вражаючу ілюзію. 
Завдяки лінійному розташуванню вікон, рівномірно розміщених на всіх поверхах, будівля справляє враження легкої, витонченої та гармонійної — риси, характерні для офісної архітектури кінця XIX століття. Конструкція зведена на підвищеному цоколі, який виступає приблизно на півповерху над рівнем землі.
Сьогодні будівля продовжує виконувати функцію офісного приміщення. На першому поверсі з південного боку встановлені прямокутні розсувні вікна, тоді як з північного боку — стаціонарні. На другому поверсі — навпаки: стаціонарні вікна на півдні, а розсувні — на півночі. Третій, четвертий і п’ятий поверхи мають як прямокутні, так і арочні вікна з одинарними рамами. Будівля має три входи. Два з них ведуть до пабу, розташованого у підвалі, який відомий під назвами «Флетайрон» та «Фіркін». Вхідні двері парні, а вікна оздоблені дерев'яними рамами. Паб має велике відкриття патіо з південного боку. Входи до нього розташовані як у підвальному приміщенні, так і на першому поверсі з боку Фронт-стріт. Однак з основної будівлі немає прямого публічного доступу до пабу. Основний вхід до будівлі Гудерхема розташований з північного боку. Його вирізняють химерні мансардні вікна зі шпилями та аркові рами у французькому готичному стилі, що додає фасаду урочистості та декоративності.

## Парк Берчі

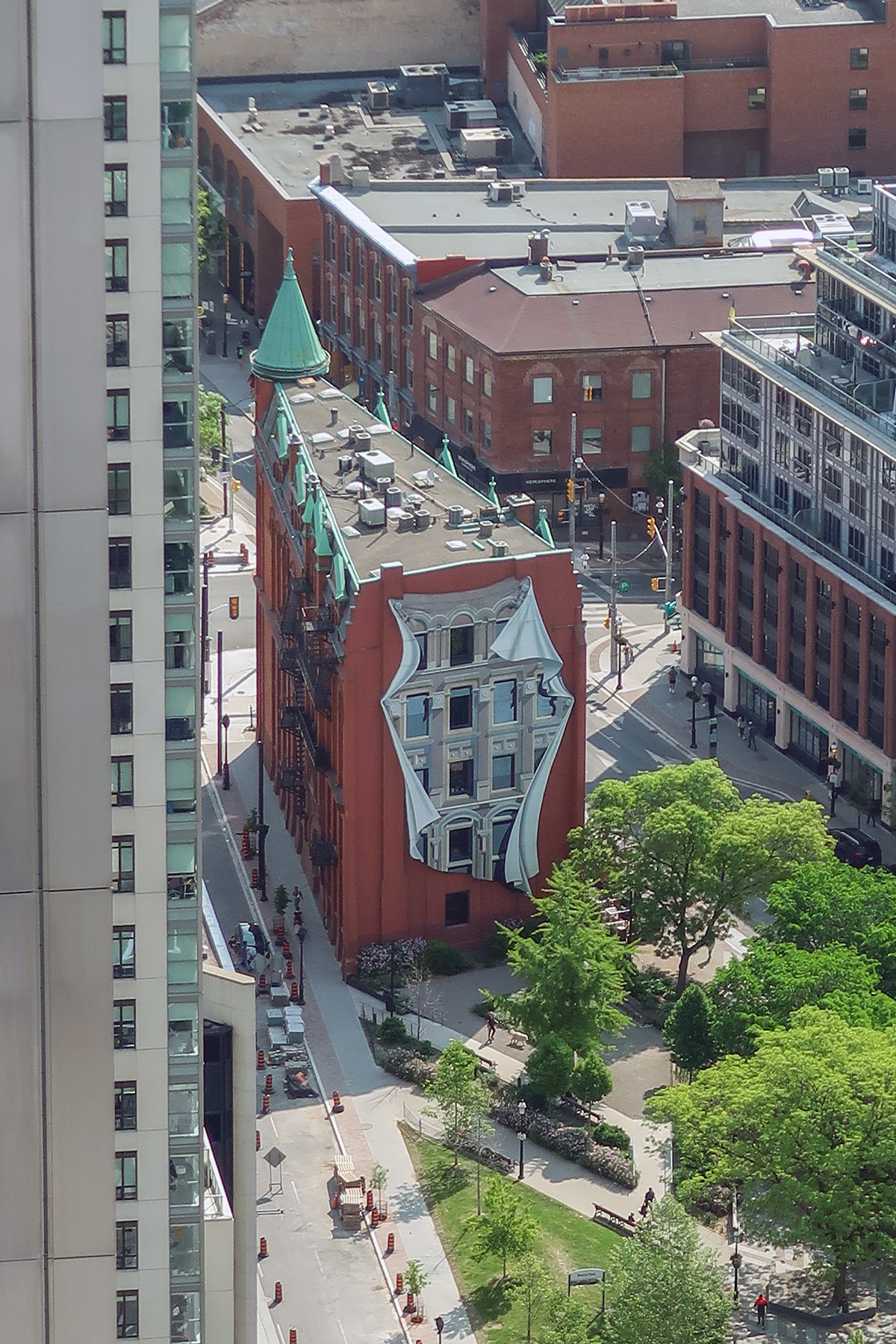
Парк Берчі — це невеликий парк, розташований за будівлею Гудерхема.

Парк Берчі — невеликий парк, розташований за будівлею Гудерхем на перетині вулиць Фронт-стріт та Веллінгтон-стріт у Торонто. На цьому місці приблизно в середині 19 століття стояло кілька будівель, найвідомішою з яких був готель «Кларендон». До кінця 19 століття та початку 20 століття на цій території розташовувалися комерційні будівлі: офіси, оптові, ювелірні, продуктові та літографічні магазини: 
- Будівлі Pacific на вулиці Фронт, 26–34 — знесені в період між 1966 та 1967 роками.
- Неназвані офісні приміщення за адресою Фронт, 36–38.
- Будівля Стернса на Фронт, 40–42 — до 1910 року тут працював ювелір Семюель Стерн; будівлю знесено між 1962 та 1963 роками.
- Неназвана фабрика срібних виробів та офісні приміщення на Фронт, 44.
- Неназвані оптові склади на Фронт, 46–48.

- Будівля Януса (пізніше відома як Фронтвелл) за адресою Фронт, 50 — знесена між 1966 і 1967 роками.

Після знесення забудови ця ділянка залишалася пустирем. У 1960-х роках її перетворили на автостоянку, а до 1975 року — на неофіційно забудовану територію. Проте до 1980 року вона набула вигляду невеликого міського парку з кількома лавками та обгородженими стінами ділянками. Згодом було створено сучасний міський парк, обсаджений деревами. Завершена у 2017 році реконструкція додала до нього великий триярусний фонтан, спроектований монреальським ландшафтним архітектором Клодом Корм'є.
Фонтан прикрашений 27 чавунними собаками, з пащ яких б'є вода, а також чавунним котом, що споглядає двох птахів, які сидять на сусідньому дроті. Верхівку фонтану увінчує чавунна кістка. У фонтані передбачене спеціальне корито для пиття собак, тож він став популярним місцем, особливо серед власників і любителів собак.. 